# Högsäters socken
Högsäters socken i Dalsland ingick i Valbo härad, ingår sedan 1974 i Färgelanda kommun och motsvarar från 2016 Högsäters distrikt.
Socknens areal är 120,13 kvadratkilometer varav 115,05 land. År 2000 fanns här 1 352 invånare. Tätorten Högsäter med sockenkyrkan Högsäters kyrka ligger i socknen.   

## Administrativ historik
Socknen har medeltida ursprung. 
Vid kommunreformen 1862 övergick socknens ansvar för de kyrkliga frågorna till Högsäters församling och för de borgerliga frågorna bildades Högsäters landskommun. Landskommunen utökades 1952 och uppgick 1974 i Färgelanda kommun. Församlingen utökades 2020 och uppgick 2022 i Färgelanda-Högsäters församling.
1 januari 2016 inrättades distriktet Högsäter, med samma omfattning som församlingen hade 1999/2000.  
Socknen har tillhört län, fögderier, tingslag och domsagor enligt vad som beskrivs i artikeln Valbo härad. De indelta soldaterna tillhörde Västgöta-Dals regemente och Vedbo kompani.

## Geografi
Högsäters socken ligger norr om Uddevalla kring Valboån. Socknen är i ådalen i väster en slättbygd och är i övrigt en sjörik skogsbygd med höjder som i Kroppefjäll i öster når 231 meter över havet.

## Fornlämningar
Några boplatser och fem hällkistor från stenåldern har påträffats. Från bronsåldern finns spridda gravrösen och skålgropsförekomster. Från järnåldern finns 16 gravfält.

## Namnet
Namnet skrevs 1382 Höghäsätär och kommer från en bebyggelse vid kyrkan. Namnet innehåller adjektivet hög och säter, 'utmarksäng'.

## Befolkningsutveckling
| Befolkningsutvecklingen i Högsäters socken 1750–1990                                                    | Befolkningsutvecklingen i Högsäters socken 1750–1990 | Befolkningsutvecklingen i Högsäters socken 1750–1990 | Befolkningsutvecklingen i Högsäters socken 1750–1990 | Befolkningsutvecklingen i Högsäters socken 1750–1990 |
| --- | ---------------------------------------------------- | ---------------------------------------------------- | ---------------------------------------------------- | ---------------------------------------------------- |
| |                                                      |                                                      |                                                      |                                                      |
| År |                                                      |                                                      | Folkmängd                                            |                                                      |
| 1750 | 1750                                                 |                                                      | 1 099                                                |                                                      |
| 1760 | 1760                                                 |                                                      | 1 238                                                |                                                      |
| 1769 | 1769                                                 |                                                      | 1 281                                                |                                                      |
| 1780 | 1780                                                 |                                                      | 1 351                                                |                                                      |
| 1790 | 1790                                                 |                                                      | 1 327                                                |                                                      |
| 1800 | 1800                                                 |                                                      | 1 416                                                |                                                      |
| 1810 | 1810                                                 |                                                      | 1 419                                                |                                                      |
| 1820 | 1820                                                 |                                                      | 1 470                                                |                                                      |
| 1830 | 1830                                                 |                                                      | 1 832                                                |                                                      |
| 1840 | 1840                                                 |                                                      | 2 057                                                |                                                      |
| 1850 | 1850                                                 |                                                      | 2 397                                                |                                                      |
| 1860 | 1860                                                 |                                                      | 2 696                                                |                                                      |
| 1870 | 1870                                                 |                                                      | 2 779                                                |                                                      |
| 1880 | 1880                                                 |                                                      | 2 886                                                |                                                      |
| 1890 | 1890                                                 |                                                      | 2 595                                                |                                                      |
| 1900 | 1900                                                 |                                                      | 2 491                                                |                                                      |
| 1910 | 1910                                                 |                                                      | 2 157                                                |                                                      |
| 1920 | 1920                                                 |                                                      | 1 960                                                |                                                      |
| 1930 | 1930                                                 |                                                      | 1 863                                                |                                                      |
| 1940 | 1940                                                 |                                                      | 1 736                                                |                                                      |
| 1950 | 1950                                                 |                                                      | 1 576                                                |                                                      |
| 1960 | 1960                                                 |                                                      | 1 366                                                |                                                      |
| 1970 | 1970                                                 |                                                      | 1 177                                                |                                                      |
| 1980 | 1980                                                 |                                                      | 1 332                                                |                                                      |
| 1990 | 1990                                                 |                                                      | 1 438                                                |                                                      |
| Anm: Källor: Umeå universitet - Tabellverket 1749-1859, Demografiska databasen, CEDAR, Umeå universitet |                                                      |                                                      |                                                      |                                                      |